# John James Majendie
John James Majendie DD (1709-1783) foi um cónego de Windsor de 1774 a 1783.

## Vida
Ele foi nomeado:
- Tutor do Príncipe de Gales e do Duque de York
- Instrutor da Rainha Charlotte na língua inglesa
- Vigário de Stoke antes de 1769-1783
- Prebendário de Netheravon em Wiltshire 1752-1783
- Prebendário do 8º Canonaria em Worcester 1769-1774
- para a quinta bancada na Capela de São Jorge, Castelo de Windsor em 1774 e manteve a canonaria até à sua morte.

Ele foi eleito membro da Royal Society em 1768.